# وی‌آی‌پی (فیلم ۲۰۱۷)
وی‌آی‌پی (کره‌ای: 브이아이피؛ انگلیسی: V.I.P.) یک فیلم جنایی اکشن دلهره‌آور محصول سال ۲۰۱۷ کره جنوبی به کارگردانی پارک هون جونگ و با بازی جانگ دونگ گون، کیم میونگ مین، پارک هی سون و لی جونگ سوک است. در این فیلم، افسران پلیس از کره شمالی و کره جنوبی و اینترپل، یک قاتل زنجیره‌ای را تعقیب می‌کنند.
وی‌آی‌پی در ۲۳ اوت ۲۰۱۷ منتشر شد. این فیلم بازخوردهای منفی زیادی دریافت کرد. وی‌آی‌پی در ۷ مارس ۲۰۱۸ در فرمت‌های دی‌وی‌دی و بلو ری منتشر شد.

## بازیگران

### اصلی
- جانگ دونگ گون در نقش پارک جه هیوک[۱۱][۱۲]
- کیم میونگ مین در نقش چه یی دو
- لی جونگ سوک در نقش کیم کوانگ ایل[۱۳][۱۴][۱۵][۱۶][۱۷]
- پارک هی سون در نقش ری ده بوم